# Grotowo
Grotowo (do 1945 niem. Hoppendorf) – wieś w województwie warmińsko-mazurskim, w powiecie bartoszyckim, w gminie Górowo Iławeckie.
W latach 1954–1957 wieś należała i była siedzibą władz gromady Grotowo, po jej zniesieniu w gromadzie Bukowiec. W latach 1975–1998 miejscowość administracyjnie należała do województwa olsztyńskiego.
W czasie przynależności do Prus Wschodnich (przed 1939 r.) Grotowo nosiło nazwę Hoppendorf.

## Historia
Wieś wymieniana w dokumentach w 1414 r., przy okazji spisywania straw po wojnie polsko-krzyżackiej. W tym czasie Grotowo było folwarkiem szlacheckim. W 1889 r. był to folwark, należący do majątku ziemskiego Stega Wielka i był w posiadaniu rodu von Steegen.
W roku 1933 we wsi mieszkało 327 osób. W 1935 r. w tutejszej szkole zatrudniony był jeden nauczyciel i uczyło się 65 uczniów. W roku 1939 liczba mieszkańców wynosiła 292.
Po II wojnie światowej znaczną część populacji stanowiła ludność ukraińska przesiedlona w ramach Akcji Wisła. W latach 1948–1978 w Grotowie działała filia Szkoły Podstawowej w Kandytach. W 1983 r. we wsi było 49 domów ze 161 mieszkańcami. W tym czasie we wsi było 56 indywidualnych gospodarstw rolnych, gospodarujących łącznie na 552 ha. W tym czasie w gospodarstwach tych było 565 sztuk bydła (w tym 205 krów), 191 sztuk nierogacizny, 53 konie i 77 owiec. We wsi była świetlica i biblioteka a ulice miały elektryczne oświetlenie.